# Hakim Zaripov
Hakim Karimovich Zaripov (Chakim Karimowitsch Saripow, russisch Хаким Каримович Зарипов, wiss. Transliteration Chakim Karimovič Zaripov, * 17. September 1924, Taschkent; † 18. Januar 2023 ebenda) war ein usbekisch-sowjetischer Zirkusartist, Kunstreiter-Dschigit und Pferde-Dresseur.

## Leben
Khakim Zaripow wurde am 17. September 1924 in Taschkent (Usbekische SSR, heute Usbekistan) geboren und war der Sohn eines Gründers einer Dynastie von Zirkusartisten – Karim Zaripov. Er begann seine artistische Tätigkeit 1938 als Kunstreiter-Dschigit unter der Leitung seines Vaters Karim Zaripov im Ensemble „Usbekistans Dschigiten“, welches er dann von 1952 bis 2006 eigenständig führte. Er gastierte mit dem Ensemble in vielen Städten der Sowjetunion und im Ausland: in Bulgarien, Polen, in der Tschechoslowakei und in der Deutschen Demokratischen Republik, in Rumänien, in der Mongolei, in Ungarn und Finnland.
Hakim Zaripov absolvierte die R. Glière-Musikschule (Staatliches fachspezifisches akademisches R. Glière-Musiklyzeum), danach die Dirigentenfakultät (Symphonieabteilung) des Konservatoriums Taschkent (heute: Staatliches Konservatorium Usbekistans). Er arbeitete als Intendant der Zirkusbelegschaft, der Programme und als Leiter der unterschiedlichen Zirkusse. Er war auch der Mitautor von neuen Projekten der Zirkuskompagnien. Er bildete selbst viele Zirkusartisten aus, schuf eine neue Gruppe „Usbekistans Dschigiten“ und beschäftigte sich mit Pferde-Dressur.
Hakim Zaripov starb am 18. Januar 2023 im Alter von 98 Jahren in Taschkent. Bei seinem Tod war er der älteste lebende Volkskünstler der UdSSR.

## Ehrungen
- Verdienter Künstler der Usbekischen SSR (1954)
- Volkskünstler der Usbekischen SSR (1964)
- Volkskünstler der UdSSR (1980)
- Ehrenurkunde der Republik Usbekistan (1994) – für langjährige produktive Arbeit, für Verdienste in der Entwicklung der Artistik der Republik Usbekistan und für aktive Teilnahme am öffentlichen Leben
- 12 Ehrenurkunden des Obersten Sowjets der Unionsrepubliken der UdSSR